# 天草市立一町田小学校
天草市立一町田小学校（あまくさしりつ いっちょうだしょうがっこう）は、熊本県天草市河浦町河浦にあった小学校。

## 沿革
- 1874年（明治7年）9月 - 公立一町田小学校創立
- 1892年（明治25年） - 一町田尋常小学校と改称
- 1894年（明治27年） - 今田・白木河内に分教場設置
- 1897年（明治30年） - 組合立一町田天草第五高等小学校設置
- 1901年（明治34年）4月 - 高等小学校組合解散により一町田尋常高等小学校設置
- 1910年（明治43年）9月9日 - 葛河内分教場設置
- 1914年（大正3年）4月27日 - 産土神社を仮教場として板之河内分校設置。
- 1915年（大正4年）12月24日 - 葛河内分教場新築落成
- 1926年（大正15年）4月7日 - 白木河内分教場廃止
- 1929年（昭和4年）4月1日 - 葛河内分教場廃止
- 1931年（昭和6年）4月1日 - 今田分教場廃止
- 1941年（昭和16年）4月1日 - 一町田国民学校と改称
- 1947年（昭和22年）4月11日 - 一町田村立一町田小学校と改称
- 1954年（昭和29年）11月1日 - 河浦町立一町田小学校と改称
- 2001年（平成13年） - 板之河内分校休校
- 2005年（平成17年） - 板之河内分校廃止
- 2006年（平成18年） - 天草市立一町田小学校と改称
- 2012年（平成24年） - 第一分校、天草市立富津小学校と統合し天草市立河浦小学校となる

## 学校周辺
- 熊本県道35号牛深天草線
- 一町田川